# Ranunculus heterotrichus
Ranunculus heterotrichus är en ranunkelväxtart som beskrevs av Hj. Eichl.. Ranunculus heterotrichus ingår i släktet ranunkler, och familjen ranunkelväxter. Inga underarter finns listade i Catalogue of Life.